# Transports en Bolivie

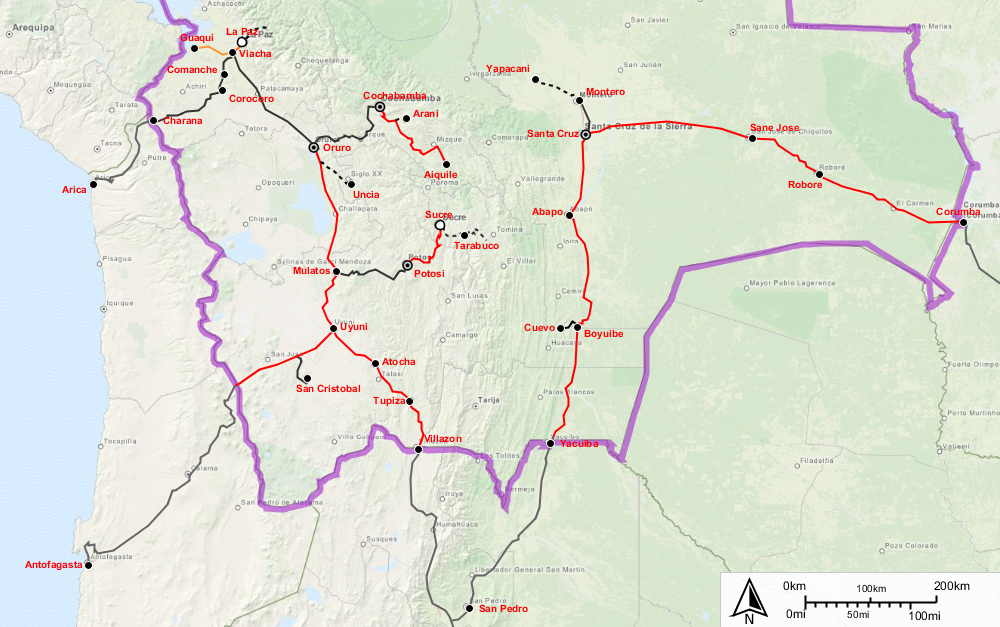
Carte du réseau ferré bolivien

Le transport en Bolivie se fait essentiellement par la route. Historiquement, le chemin de fer a été important, mais il tient une part relativement faible du trafic. Compte tenu de la géographie du pays (enclavé sans accès à la mer), le transport aérien occupe une place de plus en plus importante.

## Transport routier

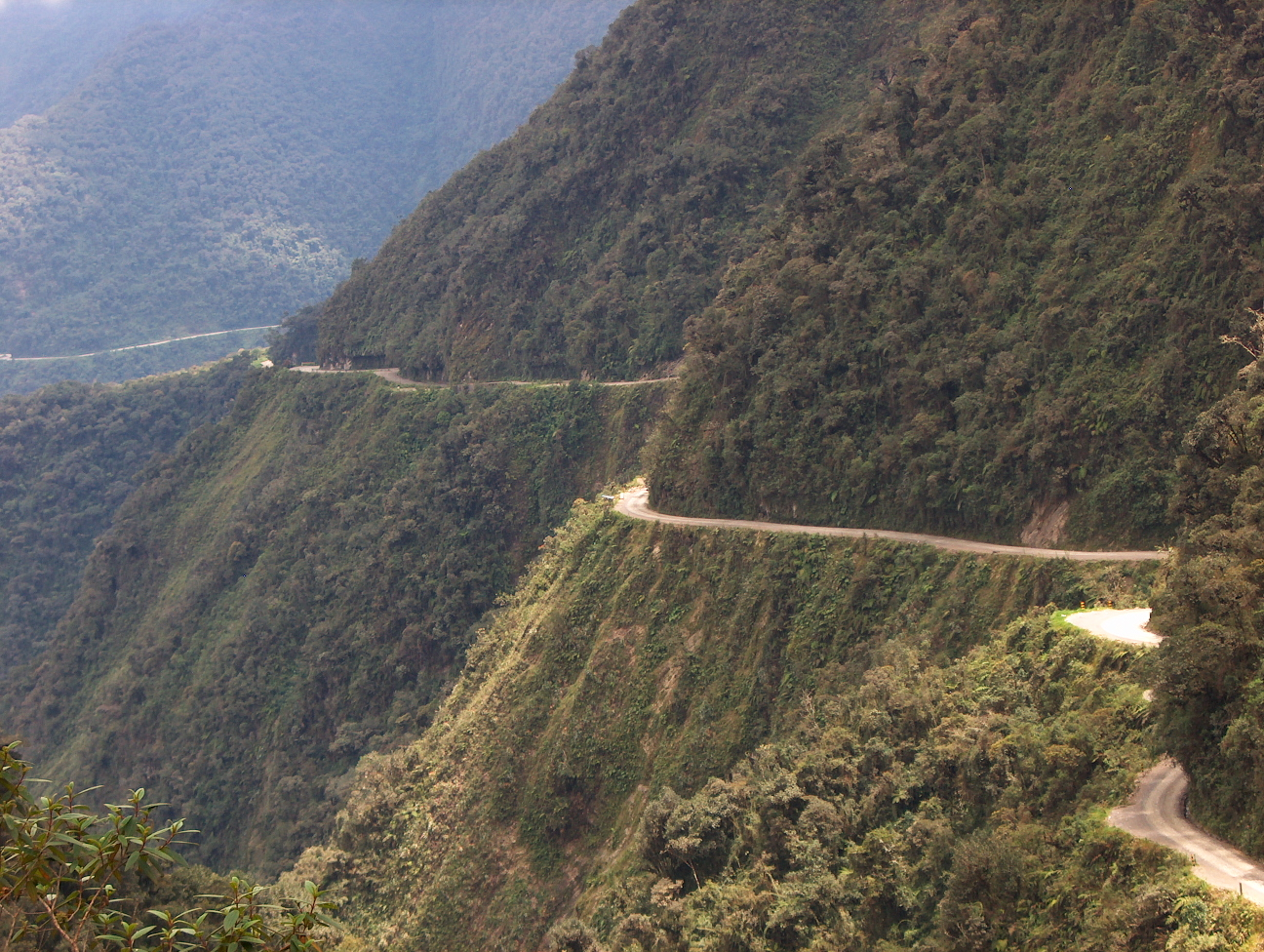
Route en Bolivie.

La Bolivie dispose de 80 488 km de routes dont seulement 6 850 km sont revêtues en 2010.
Le bus est le moyen de transport le plus économique en Bolivie.

## Transport ferroviaire
Il existe 3 504 km de voies ferrées en Bolivie. Une voie traverse la cordillère des Andes à une altitude de 4 265 m: le chemin de fer Arica-La Paz relie les villes d'Arica et de La Paz.
Un projet de voie ferrée reliant les côtes atlantique et pacifique a été annoncé en 2013, en vue d'acheminer les marchandises du Brésil vers l'Asie.

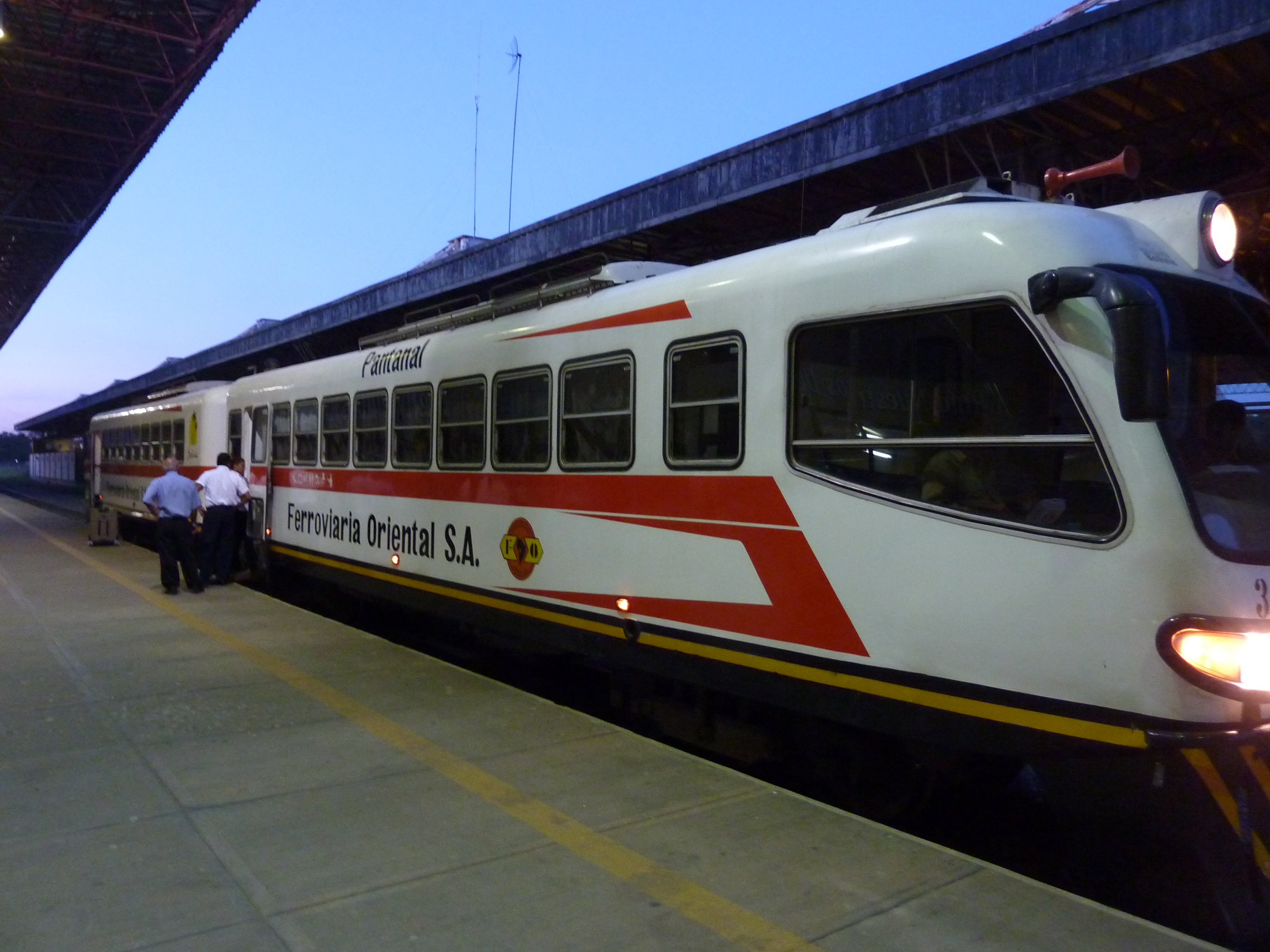
Ferrobus de Santa Cruz à Puerto Suarez.

## Transport aérien

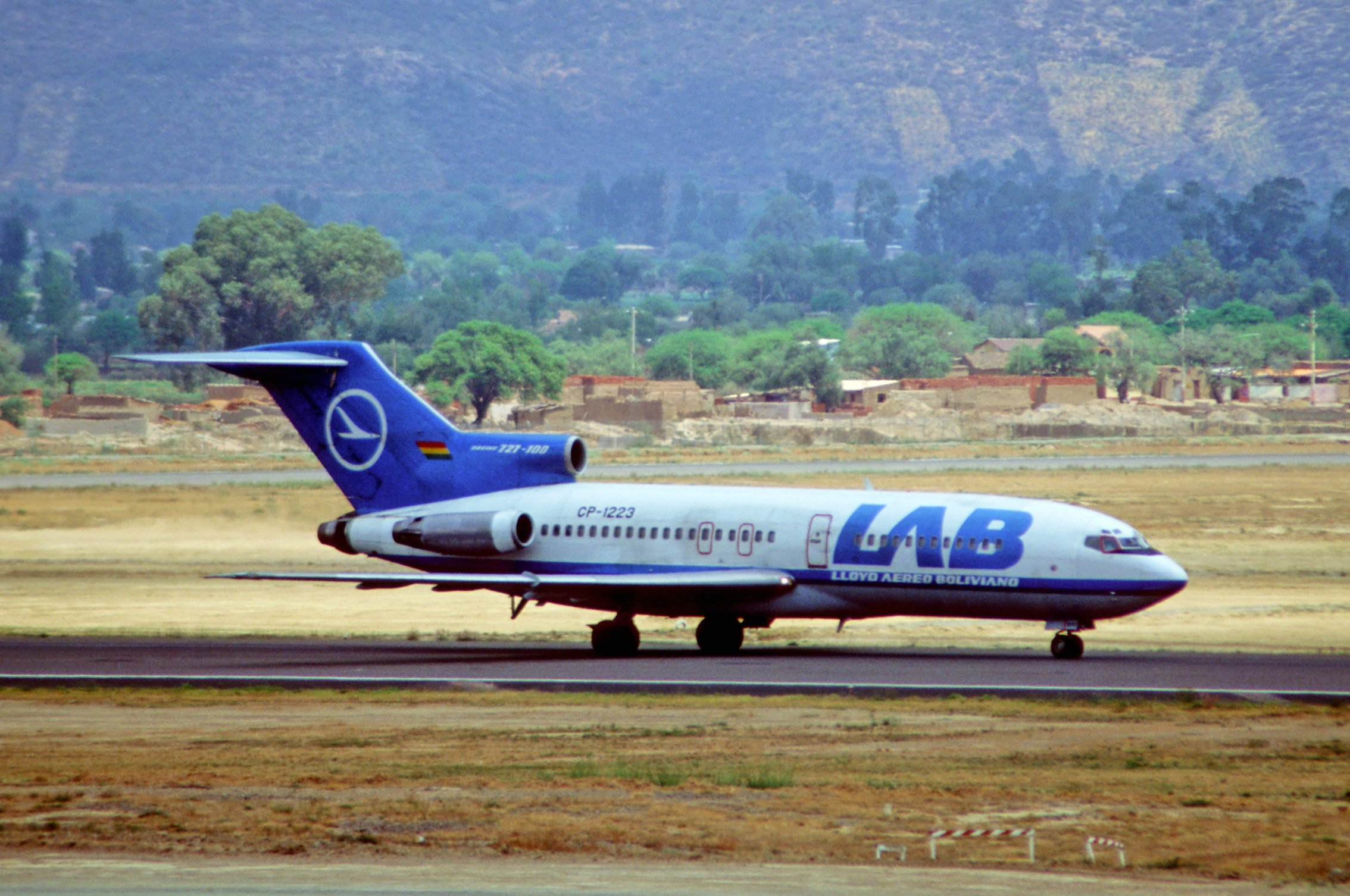
Boeing 727 de la compagnie LAB.

La Bolivie dispose en 2008 de 16 aéroports avec des pistes en dur, et de 993 aérodromes.
Les principales compagnies aériennes sont Aerocon, Línea Aérea Amaszonas, Boliviana de Aviación, Lloyd Aéreo Boliviano, Northeast Bolivian Airways et Transportes Aéreos Bolivianos (transport de fret).
Il y a eu 1,72 million de passagers transportés en 2008.

## Accès maritime
La Bolivie est un pays enclavé sans accès à la mer, mais a un accord appelé Bolivia Mar avec le Pérou, son voisin à l'ouest, qui lui concède l'utilisation du port de la ville d'Ilo,.
La Bolivie dispose aussi d'un port fluvial sur le Río Paraguay, Puerto Suárez, qui lui donne accès au Brésil, au Paraguay, à l'Argentine et à l'Océan Atlantique.